# Johann Baptist Cetto
Johann Baptist Cetto (* um 1671 (?) in Mainz; † 18. Dezember 1738 in Tittmoning) war ein Bildhauer, der überwiegend mit Wachs arbeitete, ein sogenannter Wachsbossierer.

## Leben
Der Ursprung der Familie Cetto liegt in Italien, wahrscheinlich in Lenio am Comer See. Bei seiner Heirat gab Johann Baptist als seinen Vater den Kaufmann Dominicus Zetto aus Mainz an. Er selbst wanderte aus Mainz nach Tittmoning zu, dort ist er als Gips- und Wachsbossierer erstmals 1706 urkundlich nachweisbar. Am 7. Mai 1708 heiratete er die Tittmoningerin Barbara Zaglauer (* 1677 in Tittmoning; † 18. November 1738 in Tittmoning). Sie hatten drei Kinder. Ein Sohn, Nikolaus Engelbert Cetto (1713–1746), war ebenfalls ein bedeutender Wachskünstler.

## Werke
Von Cettos äußerst feinen Wachsarbeiten (ergänzt durch Holz, Glas, Tierhaaren, Marienglas (Glimmer), Textilien, Silberdraht, zum Teil mit Wachs überzogen) sind bisher in Museen und in Kirchenbesitz rund 220 Stücke nachweisbar. Die Werke sind aus Bienenwachs, eingefärbt mit Bleiweiß und Ruß. Das kleine Format der trotz des empfindlichen Materials Wachs erstaunlich guterhaltenen „Guckkästen“ fasziniert auch heute.
Sowohl er als auch sein Sohn Nikolaus Engelbert Cetto fertigten die filigranen Werke mit einer Technik an, die heute nicht völlig nachvollziehbar ist. In verschiedenen Ebenen hintereinander wurden die Wachsbilder wie kleine Theaterbühnen guckkastenartig angelegt. Den Hintergrund bildet eine Glasplatte, die mit schwarz eingefärbtem Wachs grundiert bzw. hinterlegt wurde. Zum Vordergrund hin erhebt sich ein kulissenartiger Aufbau mit vollplastischen Figuren.
Eine Unterscheidung der beiden Künstler bei nicht signierten Werken ist bisher kaum möglich, vor allem weil die Figuren, Tiere und Pflanzen sehr winzig sind, oft nur 2 bis 4 mm.
Erhalten sind sowohl christliche Motive als auch Stadtveduten (Wien, Neapel, Jerusalem). Als Vorlagen dienten den beiden Wachskünstlern Grafiken des 16. und 17. Jahrhunderts.

## Einzelwerke
- Im Kloster Raitenhaslach (Landkreis Altötting) befindet sich eingebaut in den Altar im Abtszimmer eine große Wachsbossierarbeit mit der Passion Christi mit annähernd 300 Figuren.[3]
- In der Pfarrkirche St. Georg in Raithenhaslach gibt es eine Kreuzigung Christi (farbig gefasste Wachsarbeit mit fünfzig Heiligen)
- Das Stift Sankt Peter in Salzburg besitzt 126 Wachsarbeiten der Cettos (überwiegend religiösen Themen)[4]
- Die Museen der Stadt Bamberg besitzen eine Jerusalem-Ansicht.